# Gabriel Pierre Lazo
Gabriel Pierre Lazo (Santiago de Cuba, 29 de mayo de 1966) es un béisbolista cubano, jugador de la tercera base.
Jugó 18 series nacionales en las cuales acumuló 1577 hits y 306 homeruns en 5338 veces al bate, average de 295 y un slugging de 530. Defensivamente cometió 220 errores en un total de 4797 lances para un promedio de 956 y participó en 371 jugadas de doble play.
Se "retiró" del baseball cubano al ser objeto de persecuciones por cuestiones políticas, creyendo la comisión del deporte cubano de ese tiempo que desertaría del equipo cuba. Además ellos impidieron el progreso de Gabriel Pierre Lazo como atleta de alto rendimiento por ser testigo de Jehová.

## Otros datos
- 1996: Líder de Homeruns en ligas mayores en Japón. Donde se le ofreció 2.000.000 de dólares por jugar durante 5 anos, oferta que según comentaristas rechazo. Pero en realidad la comisión del deporte cubano no le permitió quedarse en Japón, solo estuvo 6 meses los cuales fueron mal pagados por la cantidad de 3600 dólares a lo cual el gobierno de Cuba se quedó con 196.400 dólares.
- 1999: Oro, Juegos Panamericanos de Winnipeg, Canadá.
- 1999: Plata, Copa Intercontinental, Italia.
- 1998: Oro, Campeonato Mundial Barcelona, España.
- 1998: Oro, Juegos Centroamericanos de Maracaibo, Venezuela.
- 1997: Plata, Copa Intercontinental, Italia.
- 2000: Plata, Olimpiada de Sídney, Australia

Actualmente, es entrenador de las ligas juveniles del baseball cubano, en su provincia de Santiago de Cuba.